# Popeye the Sailor Meets Sindbad the Sailor
Popeye the Sailor Meets Sindbad the Sailor es un cortometraje animado de 1936 producido por Fleischer Studios y distribuido por Paramount Pictures. Fue dirigido por Dave Fleischer y la animación estuvo a cargo de Willard Bowsky, George Germanetti y Edward Nolan. Fue el primer cortometraje de Popeye producido en Technicolor; posteriormente, Fleischer Studios estrenaría otros dos cortometrajes utilizando ese formato, Popeye the Sailor Meets Ali Baba's Forty Thieves (1937) y Aladdin and His Wonderful Lamp (1939).

## Trama
El villano de la historia es Sindbad (interpretado por Brutus como parodia de Simbad el Marino), quien vive en una isla custodiada por fieras como serpientes, leones y dragones. Sindbad cree ser el mejor marino del mundo, y es por eso que al divisar una embarcación a lo lejos (tripulada por Popeye, Olivia y Pilón), envía a su Roc a hundir el barco y secuestrar a Olivia. Al ver cómo el ave de rapiña se lleva a su novia, Popeye decide ir a la isla para rescatarla. Al llegar se enfrenta con las fieras de Sindbad, incluidos el Roc y un gigante de dos cabezas. Tras vencerlos encara al villano, pero es superado por su fuerza. Es entonces que Popeye abre una lata de espinacas, lo cual aumenta su fuerza y le permite derrotar a Sindbad.

## Reparto
- Jack Mercer como Popeye.
- Mae Questel como Olivia Olivo.
- Gus Wickie como Brutus / Sindbad.
- Lou Fleischer como Pilón.

## Reconocimientos
Estuvo nominado a un premio Óscar en la categoría de mejor cortometraje animado, siendo el único corto de Popeye en ser nominado a dicho galardón. Fue ubicado en el puesto número de 17 del libro 50 Greatest Cartoons, que reúne una lista de los 50 mejores dibujos animados de la historia basado en los votos de varias personas relacionadas con la animación. En diciembre de 2004 fue seleccionado junto a otros 24 filmes por la Biblioteca del Congreso de Estados Unidos para ser preservado en el National Film Registry.